# دانگوان اینترنشنال
دانگوان اینترنشنال (انگلیسی: Dongguan International) ساختمان اداری ۸۵ طبقه مستقر در شهر دونگوان چین است، که در سال ۲۰۲۰ احداث گردید.